# Desmodium scorpiurus
Desmodium scorpiurus är en ärtväxtart som först beskrevs av Olof Swartz, och fick sitt nu gällande namn av Nicaise Auguste Desvaux. Desmodium scorpiurus ingår i släktet Desmodium och familjen ärtväxter. Inga underarter finns listade i Catalogue of Life.